# Norra begravningsplatsen

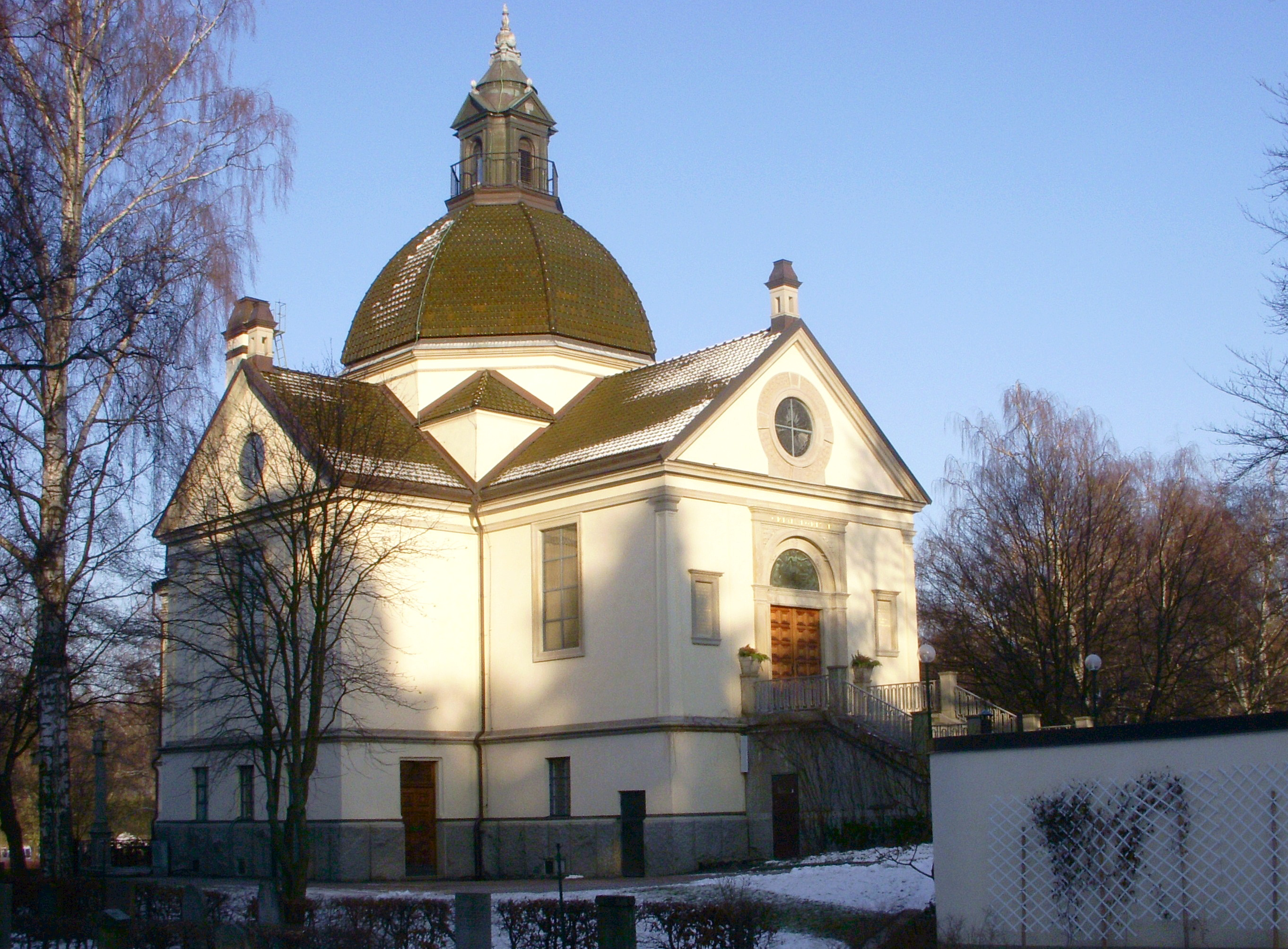
Norra kapellet, Februar 2009

Norra begravningsplatsen (deutsch Nordfriedhof) ist ein Friedhof im schwedischen Solna in der Provinz Stockholms län. Vor der Einweihung 1827 gehörte das Gelände zum Königshof Karlberg.
Der Friedhof ist der einzige in Schweden, der nicht von der Schwedischen Kirche verwaltet wird, sondern von der Stockholmer Stadtverwaltung. Er wurde mehrfach erweitert, besonders in den 1860er bis 1880er Jahren. Für den ältesten Teil war Carl-Gustaf Blom-Carlsson verantwortlich. Viele Architekten waren am Bau beteiligt unter ihnen auch Gunnar Asplund, Sigurd Lewerentz und Lars Israel Wahlman.
Auf dem großen Friedhofsgelände findet man viele Skulpturen und kunstvolle Ausschmückungen von unter anderem Carl Eldh und Carl Milles. Viele prominente Schweden ruhen dort, unter ihnen August Strindberg, Ingrid Bergman, Ulrich Salchow und Alfred Nobel sowie die drei Mitglieder der verunglückten Polarexpedition Salomon Andrées.

## Auf dem Friedhof begrabene Prominente (Auswahl)
- Elof Ahrle
- Fred Åkerström
- Salomon August Andrée
- Bo Bergman
- Ingrid Bergman (symbolisch)

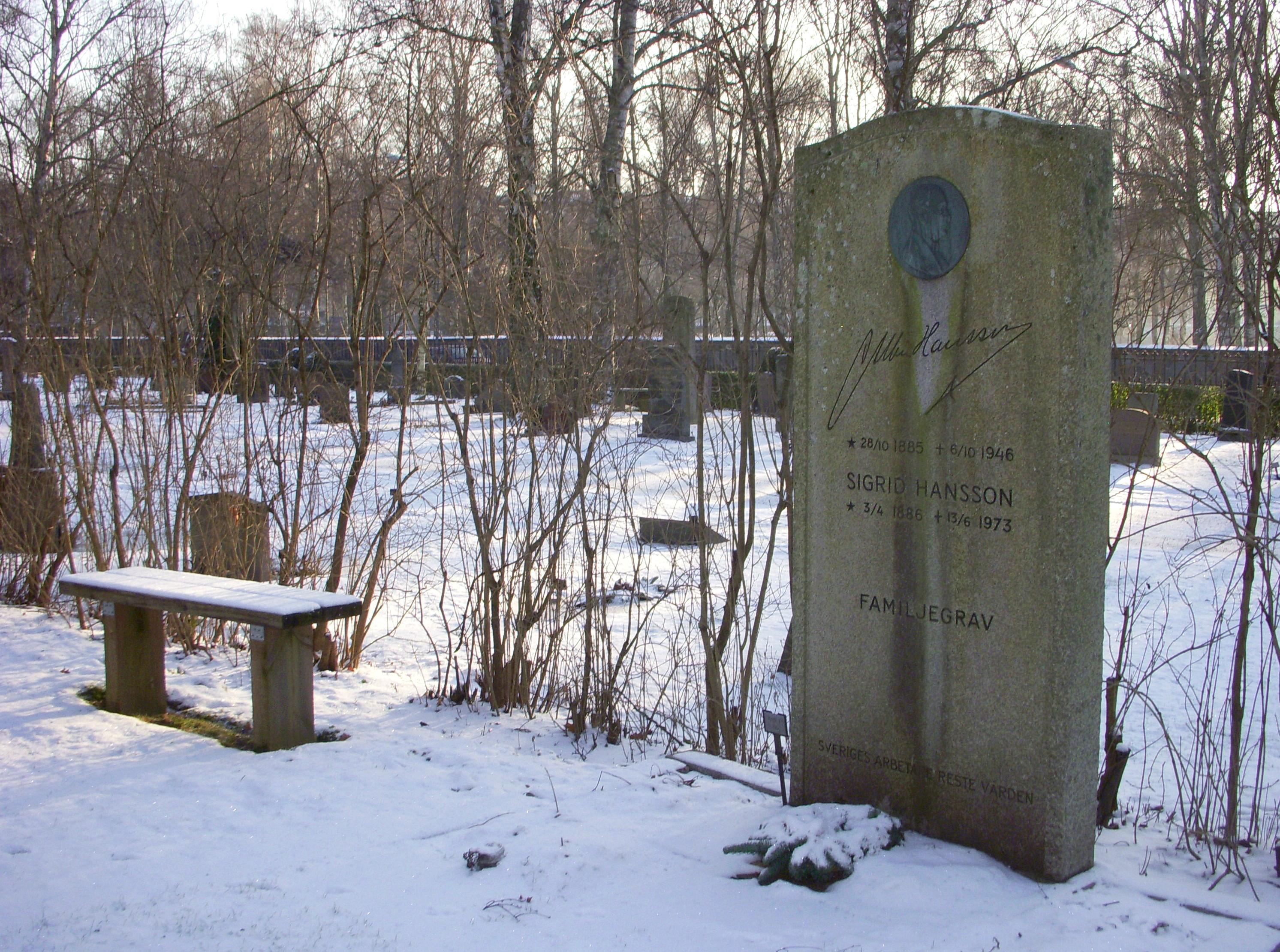
Per Albin Hanssons Grab

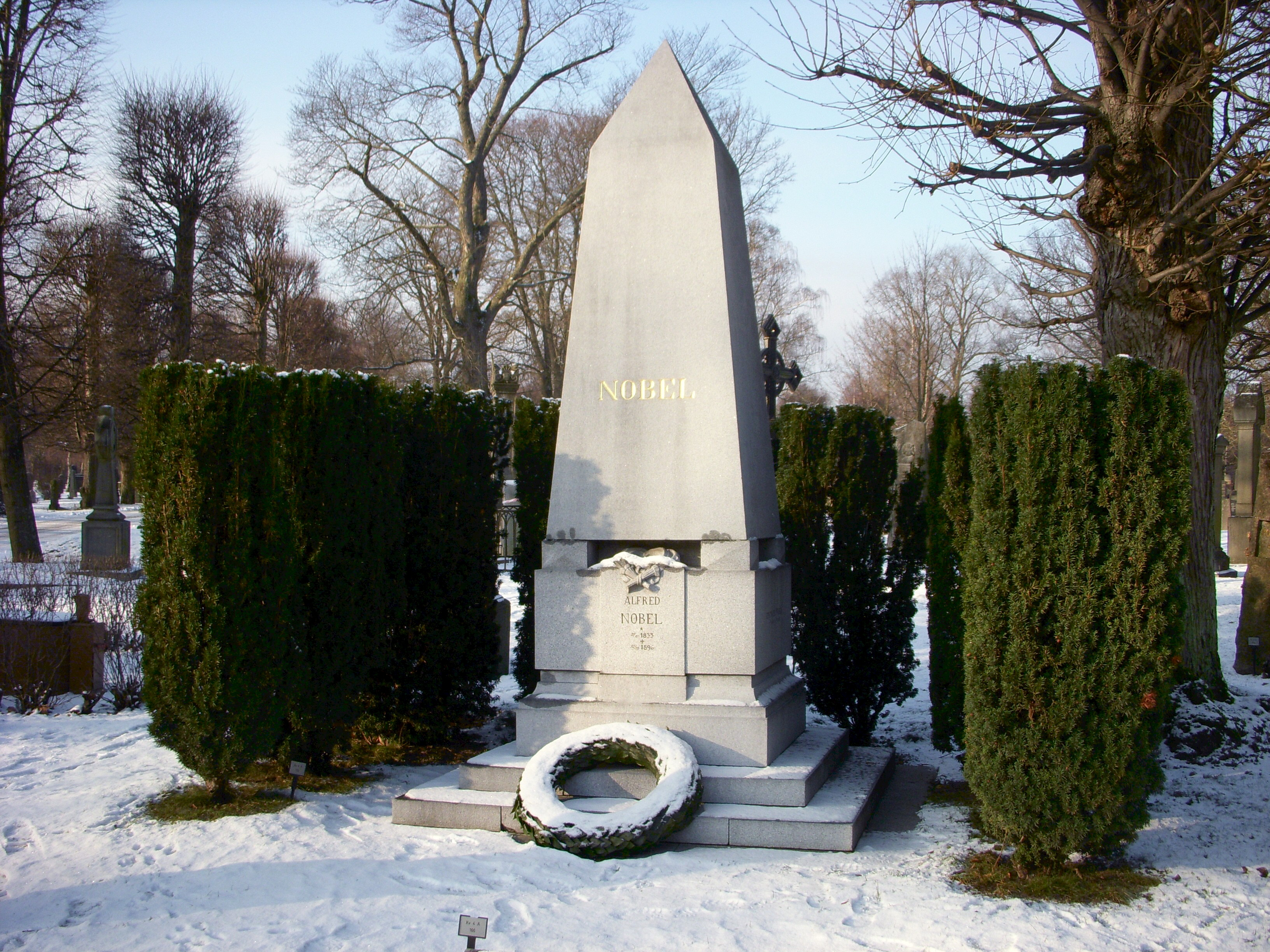
Alfred Nobels Grab

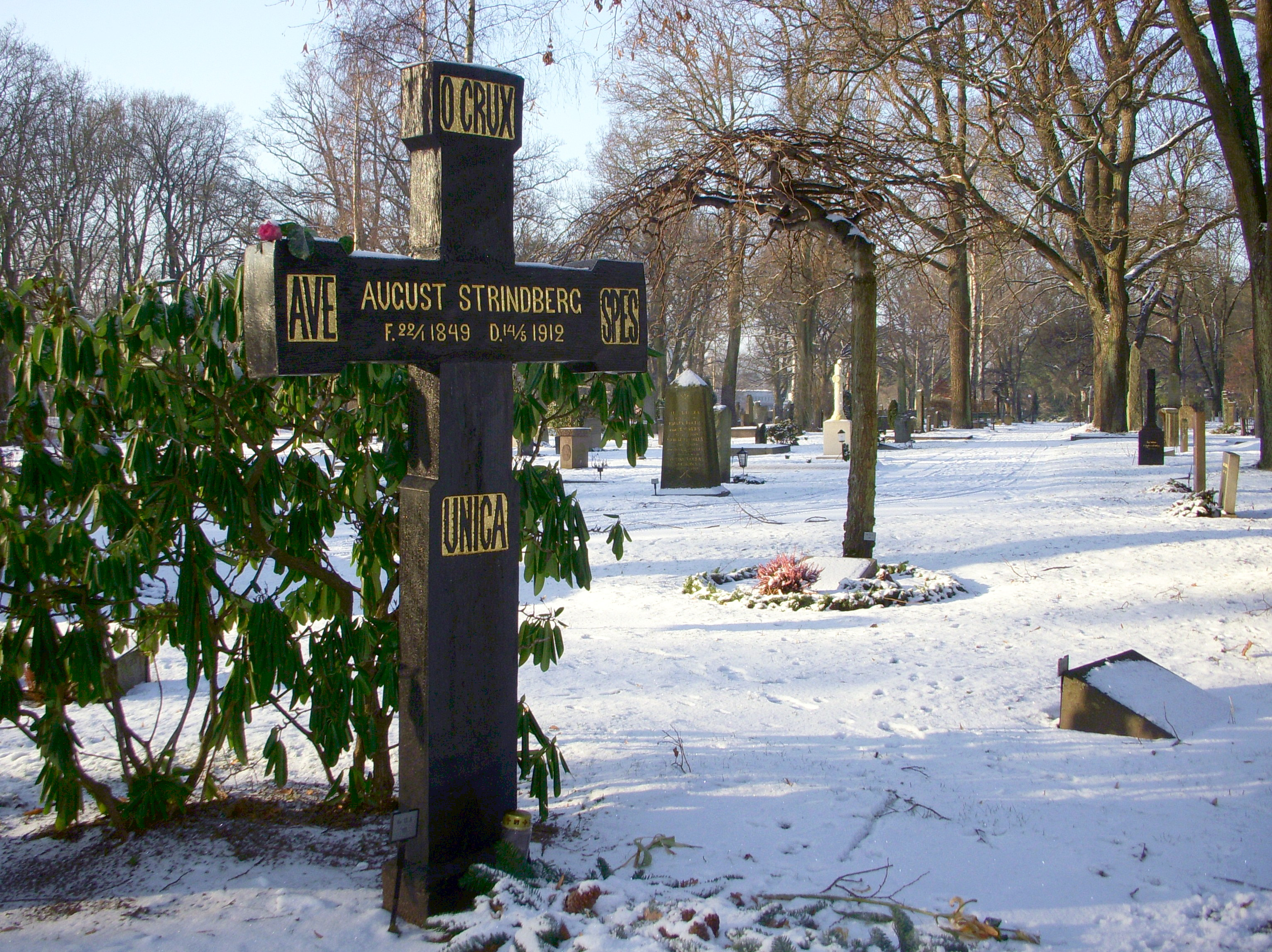
August Strindbergs Grab

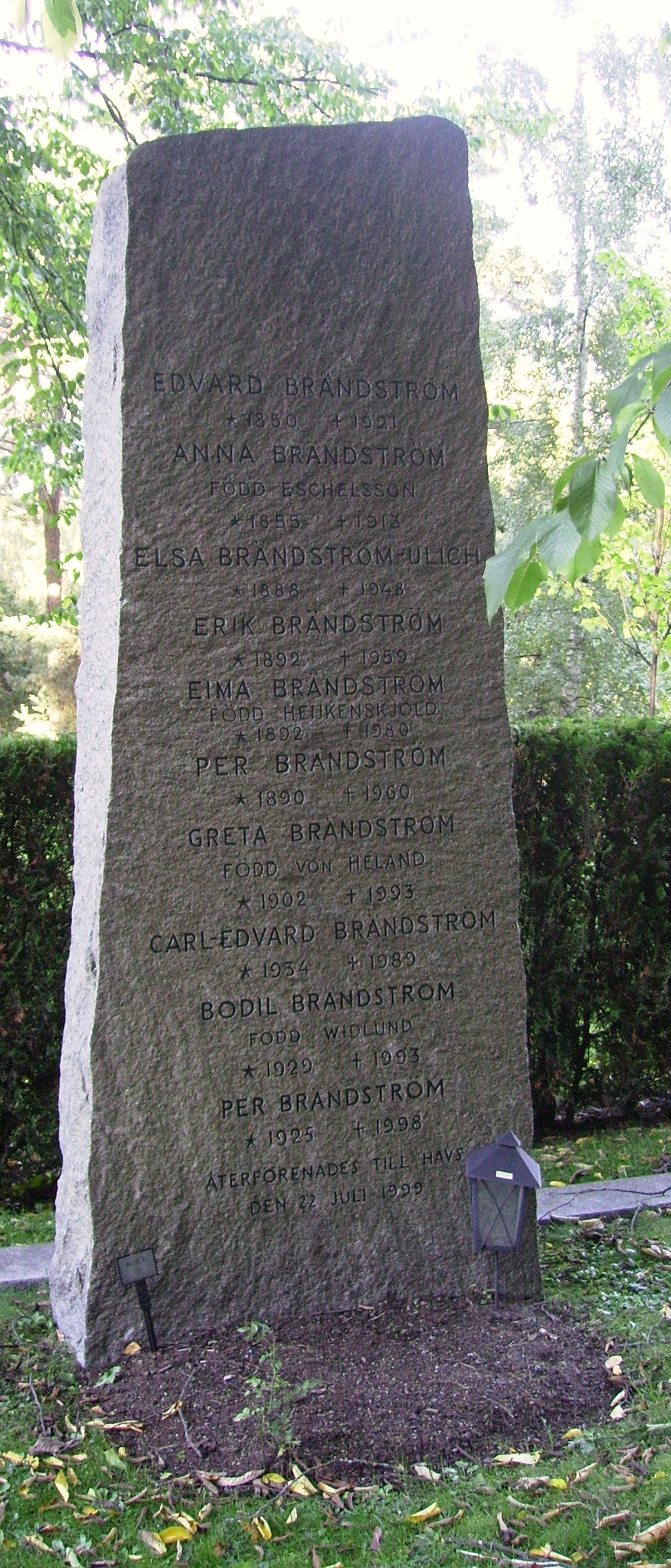
Elsa Brändströms Grab

- Prinzessin Ebba Bernadotte von Wisborg (24. Oktober 1858 – 16. Oktober 1946) – (Gemahlin von Prinz Oskar)
- Folke Bernadotte von Wisborg
- Prinz Oskar Bernadotte von Wisborg (15. November 1859 – 4. Oktober 1953) – (Sohn von König Oskar II.)
- Franz Berwald
- Ulf Björlin
- Elsa Brändström
- Karin Branzell
- Friedrich Christian Ernestus Bünsow
- Otto Gustaf Carlsund
- Gösta Ekman
- Josef Frank
- Hugo Gyldén
- Yves Gyldén
- Per Albin Hansson
- Signe Hasso
- Sven Jerring
- Sofja Kowalewskaja
- Ivar Kreuger
- Emil Kronheim
- Albert Lindhagen
- Erik Lundin
- Vilhelm Moberg
- Karin Molander
- Alfred Nobel
- Robert Nobel
- Samuel Owen
- Gunilla Palmstierna-Weiss
- Nelly Sachs
- Ulrich Salchow
- Sophie Charlotte von Sell
- Emil Sjögren
- Victor Sjöström
- August Strindberg
- Alfhild Tamm
- Inga Tidblad
- Carl Wachtmeister
- Charlotte Wahlström
- Peter Weiss